# Francisco Ribalta
Francisco Ribalta (Solsona, Lérida, 2 de junho de 1565 – Valência, 12 de janeiro de 1628) também conhecido como Francisco Ribaltá ou de Ribalta, foi um pintor espanhol do período barroco, principalmente de temas religiosos.

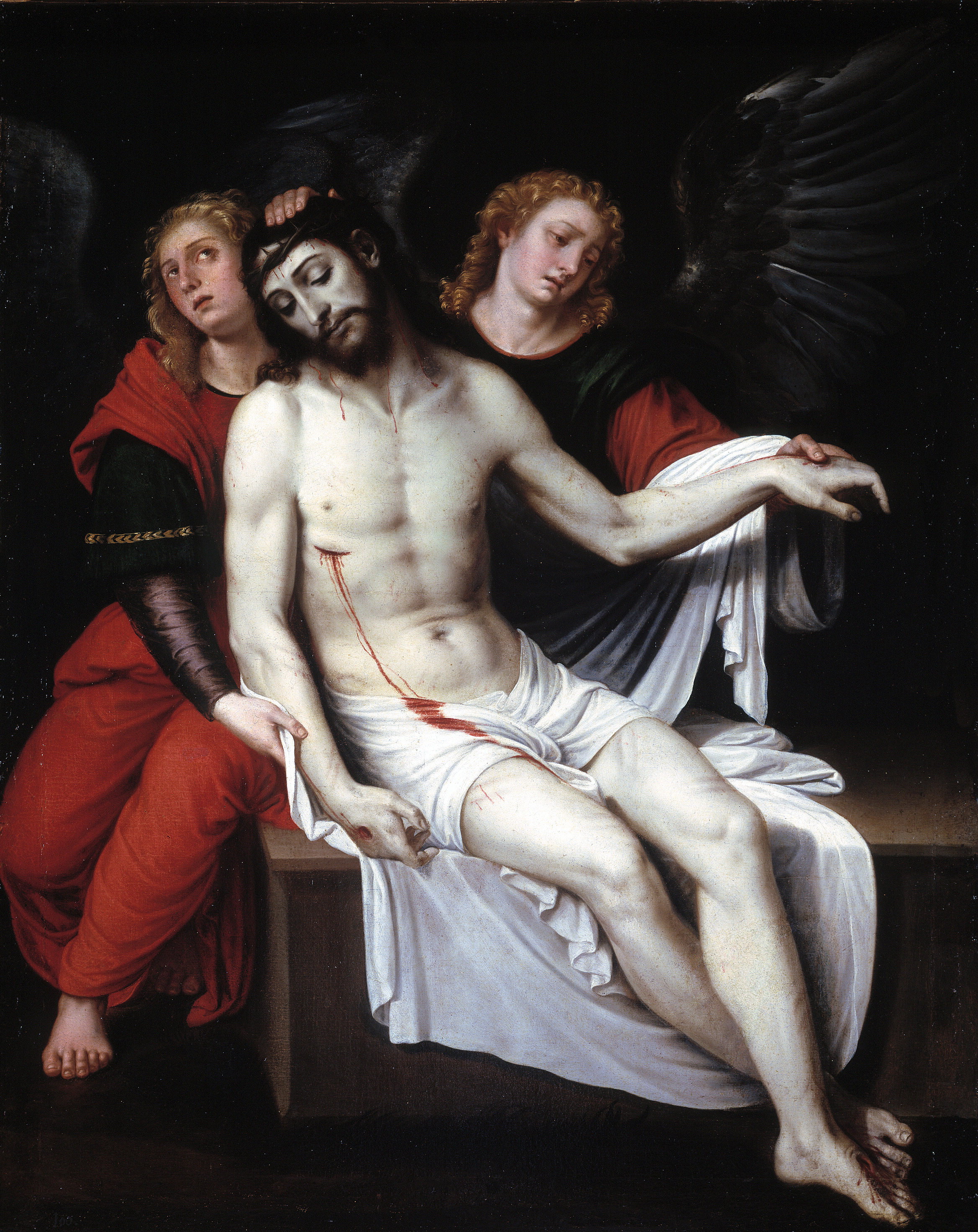
Cristo muerto, c. 1615

## Biografia
Ele nasceu em Solsona, Lleida. Embora a sua primeira aprendizagem tenha sido aparentemente com Navarrete, que trabalhou durante anos no Escorial, a primeira obra de Ribalta (uma crucificação de 1582) foi pintada em Madrid. Depois dos anos em Madrid, Ribalta iria estabelecer-se como artista em Valência. Ele se tornou um dos primeiros seguidores na Espanha do estilo tenebrista austero de Caravaggio. Não está claro se ele visitou diretamente Roma ou Nápoles, onde o estilo de Caravaggio teve muitos adeptos.

Alternativamente, é provável que pinturas tenebristas estivessem disponíveis na Espanha no início do século 17 durante o domínio espanhol do reino napolitano. Dizem que Jusepe de Ribera foi um de seus alunos, embora seja perfeitamente possível que Ribera tenha adquirido o tenebrismo quando se mudou para a Itália.

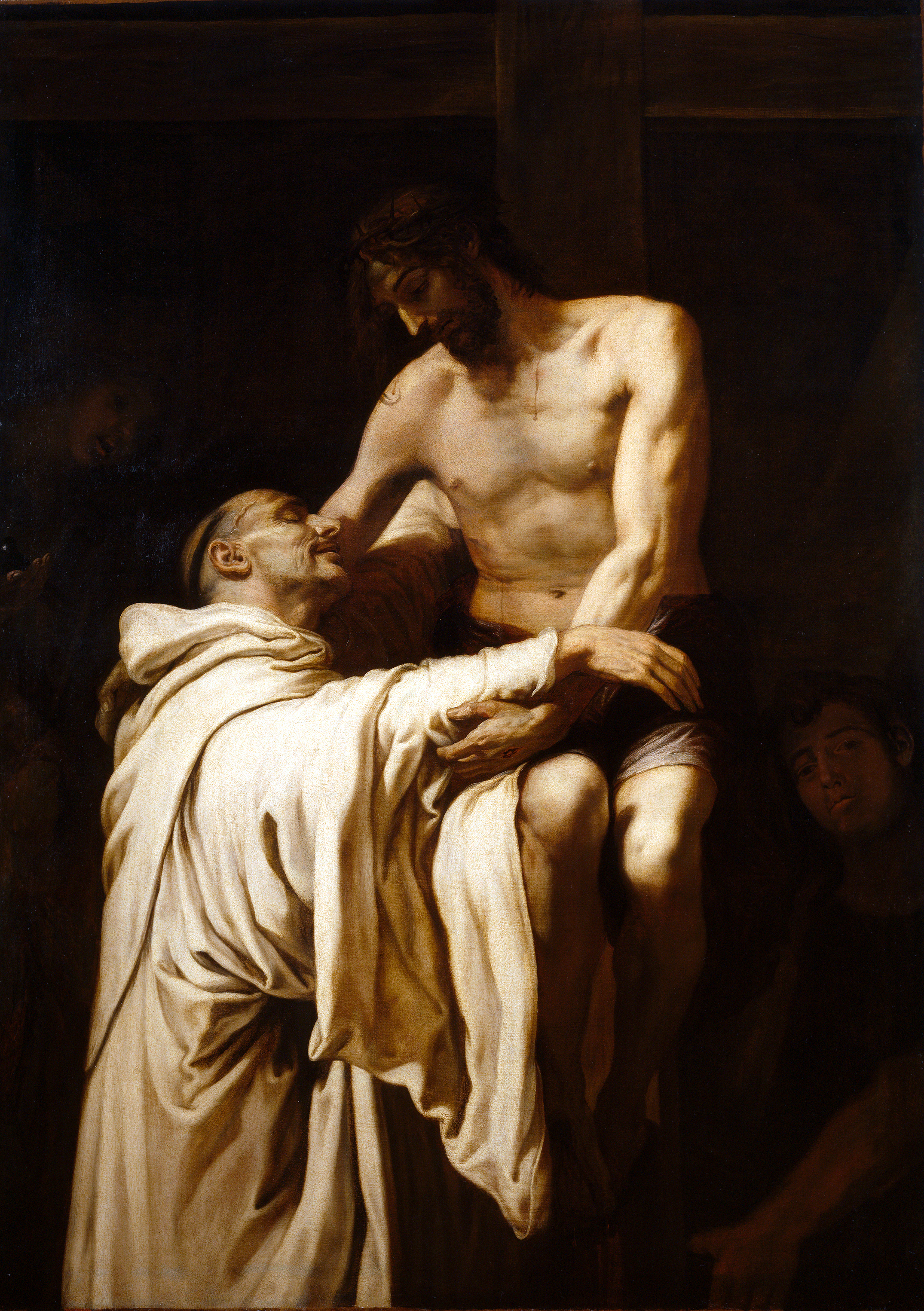
Cristo abraçando San Bernardo, óleo de Francisco Ribalta.

## Estilo
O estilo tenebrista reuniu vários adeptos na Espanha e influenciou os pintores espanhóis preeminentes do Barroco ou da Idade do Ouro, especialmente Zurbarán, mas também Velázquez e Murillo. Entre os discípulos diretos de Francisco estavam seu filho, Juan Ribalta, Antonio Bisquert, e seu genro, Vicente Castelló. Ribalta morreu em Valência em 12 de janeiro de 1628.

## Honras
Um parque e um monumento levam seu nome junto com seu filho em Castelló. Também o colégio mais antigo daquela cidade e de sua província.

## Trabalhos
- Crucificação, seu primeiro trabalho.
- Martírio de São Pedro.
- Mártir de Santa Catarina (por volta de 1605), óleo no painel 123x108 cm, O Hermitage, São Petersburgo.
- Retrato de Margarita Agulló (por volta de 1605).
- A Visão do Padre Francisco Jerónimo Simon , também conhecido como Venerável Simon (1612–19), óleo sobre painel, 211x111 cm, National Gallery, Londres.
- São Francisco Consolado pelo Anjo (São Francisco confortado por un ángel músico) (por volta de 1620), óleo sobre painel, 204x158 cm, Musel del Prado, Madrid.
- Ramon Llull (por volta de 1620).
- Saint Roch (por volta de 1625), óleo no painel 124x60 cm, Museu de Belas Artes, Valência.
- São Sebastião (por volta de 1625), óleo sobre painel, 124 x 60 cm, Museo des Bellas Artes, Valência.
- O Evangelho de São Lucas (1625–1627), óleo sobre tela 83x36 cm, Museo de Portacoeli, Valência.

## Obra
- crucifixión, (1582)  Museu Hermitage de San Petersburgo